# Équipe de Chine féminine de hockey sur glace
Cet article traite de l'équipe féminine. Pour l'équipe masculine, voir Équipe de Chine de hockey sur glace.
L'Équipe de Chine féminine de hockey sur glace est la sélection des meilleures joueuses chinoises de hockey sur glace féminin. Elle est sous la tutelle de la Fédération de Chine de hockey sur glace. Elle est classée 20e sur 42 équipes au classement IIHF 2021 .

## Historique
L'équipe de Chine féminine connait son apogée au milieu des années 90, il est alors habituel que l'équipe finisse en quatrième place des compétitions grâce à «La grande muraille de Chine», la gardienne Guo Hong, qui a depuis pris sa retraite.

## Effectif
| No    | Nom                | Position  | Club                 |
| ----- | ------------------ | --------- | -------------------- |
| +002, | Yu Baiwei - C      | Défenseur | KRS Vanke Rays (JHL) |
| +005, | Huang Huier        | Défenseur | KRS Vanke Rays (JHL) |
| +007, | Zhang Mengying - A | Attaquant | KRS Vanke Rays (JHL) |
| +008, | Lin Qiqi - A       | Attaquant | KRS Vanke Rays (JHL) |
| +010, | He Xin             | Attaquant | KRS Vanke Rays (JHL) |
| +015, | Hu Baozhen         | Attaquant | KRS Vanke Rays (JHL) |
| +017, | Kang Mulan         | Attaquant | KRS Vanke Rays (JHL) |
| +019, | Lin Jiaxin         | Attaquant | KRS Vanke Rays (JHL) |
| +023, | Fang Xin           | Attaquant | KRS Vanke Rays (JHL) |
| +024, | Wang Yuqing        | Gardien   | KRS Vanke Rays (JHL) |
| +026, | Guan Yingying      | Attaquant | KRS Vanke Rays (JHL) |
| +028, | Anna Fei           | Défenseur | KRS Vanke Rays (JHL) |
| +033, | Zhou Jiaying       | Gardien   | KRS Vanke Rays (JHL) |
| +034, | Mi Le              | Attaquant | KRS Vanke Rays (JHL) |
| +044, | Li Beika           | Attaquant | KRS Vanke Rays (JHL) |
| +049, | Wang Yuting        | Défenseur | KRS Vanke Rays (JHL) |
| +051, | Zhang Xifang       | Attaquant | KRS Vanke Rays (JHL) |
| +066, | Li Qianhua         | Défenseur | KRS Vanke Rays (JHL) |
| +088, | Chen Tiya          | Gardien   | KRS Vanke Rays (JHL) |
| +091, | Lin Ni             | Attaquant | KRS Vanke Rays (JHL) |
| +093, | Liu Zhixin         | Défenseur | KRS Vanke Rays (JHL) |
| +097, | Zhao Qinan         | Défenseur | KRS Vanke Rays (JHL) |
| +098, | Zhu Rui            | Attaquant | KRS Vanke Rays (JHL) |

### Entraîneurs
- 2018-2019 :  Jakob Kölliker[6]

## Résultats

### Jeux olympiques
- 1998 — Quatrième
- 2002 — Septième
- 2006 — Non qualifié
- 2010 — Septième
- 2014 — Non qualifié
- 2018 — Non qualifié
- 2022 — Neuvième

### Championnats du monde
- 1990 — Ne participe pas
- 1992 — Cinquième
- 1994 — Quatrième
- 1997 — Quatrième
- 1999 — Cinquième
- 2000 — Sixième
- 2001 — Sixième
- 2003 — Championnat élite annulé
- 2004 — Septième
- 2005 — Sixième
- 2007 — Sixième
- 2008 — Huitième
- 2009 — Neuvième
- 2011 — Treizième (5e de Division I)
- 2012 — Seizième (2e de Division IB)
- 2013 — Dix-huitième (4e de Division IB)
- 2014 — Seizième (2e de Division IB)
- 2015 — Dix-septième (3e de Division IB)
- 2016 — Dix-neuvième (5e de la Division IB)
- 2017 — Dix-huitième (4e de la Division IB)
- 2018 — Vingtième (5e de la Division IB)[7]
- 2019 — Vingtième (4e de la Division IB)
- 2020 — Pas de compétition en raison de la pandémie de coronavirus[8]
- 2021 — Pas de compétition en raison de la pandémie de coronavirus [9].
- 2022 — Seizième (1re de Division IB)

Note :  Promue ;  Reléguée

### Championnats du Pacifique
- 1995 —  Troisième
- 1996 —  Troisième

### Jeux asiatiques d'hiver
- 1996 —  Médaille d'or
- 1999 —  Médaille d'or
- 2003 —  Médaille de bronze
- 2007 —  Médaille de bronze
- 2011 —  Médaille de bronze
- 2017 —  Médaille d'argent

### Challenge d'Asie
- 2010 —  Champion
- 2011 —  Deuxième
- 2012 —  Deuxième
- 2014 —  Champion
- 2015-2016 — Ne participe pas

### Classement mondial
| Année | Rang | Points | Progression |
| ----- | ---- | ------ | ----------- |
| 2003  | 7    | 1 545  | -           |
| 2004  | 7    | 2 565  | ±0          |
| 2005  | 7    | 2 575  | ±0          |
| 2006  | 7    | 2 485  | ±0          |
| 2007  | 8    | 2 520  | -1          |
| 2008  | 8    | 2 510  | ±0          |
| 2009  | 7    | 2 485  | +1          |
| 2010  | 7    | 2 515  | ±0          |
| 2011  | 9    | 2 385  | -2          |
| 2012  | 13   | 2 235  | -4          |

| Année      | Rang | Points | Progression |
| ---------- | ---- | ------ | ----------- |
| 2013       | 15   | 2 090  | -2          |
| Fév. 2014  | 14   | 2 115  | +1          |
| Avril 2014 | 15   | 2 935  | -1          |
| 2015       | 16   | 2 685  | -1          |
| 2016       | 16   | 2 415  | ±0          |
| 2017       | 18   | 2 180  | -2          |
| Fév. 2018  | 19   | 2 715  | -1          |
| Avril 2018 | 20   | 2 685  | -1          |
| 2019       | 20   | 2 460  | ±0          |
| 2020       | 19   | 2 250  | +1          |
| 2021       | 20   | 2 250  | -1          |

## Équipe moins de 18 ans

### Championnat du monde moins de 18 ans
- 2008-2011 - Ne participe pas
- 2012 — 3e de la Qualification pour la Division I
- 2013 — 5e de la Qualification pour la Division I
- 2014 — 3e de la Qualification pour la Division I
- 2015 — 5e de la Qualification pour la Division I
- 2016 — 5e de la Qualification pour la Division I
- 2017 — 5e de la Division I B
- 2018 — 4e de la Division I B
- 2019 — 5e de Division IB
- 2020 — 3e de la Division IB
- 2021 — Pas de compétition en raison de la pandémie de coronavirus